# 玉山华溪蟹
玉山华溪蟹（学名：Sinopotamon yushanense）为溪蟹科华溪蟹属的动物。在中国大陆，分布于江西等地，常见于海拔1000米上下的山区溪流石块下。